# ماريو شوشتاريتش
ماريو شوشتاريتش (بالسلوفينية: Mario Šoštarič)‏ مواليد 25 نوفمبر 1992 في سلوفينج غرادتس، هو لاعب كرة يد سلوفيني يلعب كجناح أيمن. مثل منتخب سلوفينيا لكرة اليد.

## المسيرة الاحترافية
لعب مع نادي جورينيه فيلينيه لكرة اليد في الدوري السلوفيني من سنة 2009 إلى 2011، ثم لعب مع نادي ماريبور برانيك لكرة اليد من سنة 2011 إلى 2013، ثم لعب مع نادي جورينيه فيلينيه لكرة اليد في الدوري السلوفيني من سنة 2013 إلى 2016.

## روابط خارجية
- ماريو شوشتاريتش على موقع الاتحاد الأوروبي لكرة اليد (الإنجليزية)